# Schronisko „Nad Śnieżnymi Kotłami”
Schronisko „Nad Śnieżnymi Kotłami” (Schneegrubenbaude) – dawne schronisko turystyczne w Karkonoszach nad Śnieżnymi Kotłami (Schneegruben) na wysokości 1490 metrów n.p.m. Obecnie znajduje się w nim Radiowo-Telewizyjny Ośrodek Nadawczy i stacje bazowe telefonii komórkowej – RTON Jelenia Góra/Śnieżne Kotły firmy EmiTel sp. z o.o. Obiekt administracyjnie położony jest w Piechowicach.

## Historia
Prawdopodobnie już na początku XIX wieku przy skałce Czarcia Ambona (Rübezahls Kanzel) handlarze sprzedawali w lecie górskim wędrowcom żywność i napoje. Być może już wtedy stał tam szałas chroniący przed deszczem.
W 1837 hrabia Leopold Christian Gotthard von Schaffgotsch, właściciel tych terenów, wzniósł przy Czarciej Ambonie pierwsze prawdziwe schronisko w Sudetach – był to mały drewniany budynek z dwuspadowym stromym dachem (w tym samym czasie bliźniacza konstrukcja powstała na Wysokim Kamieniu w Górach Izerskich). Były tam tylko 2 miejsca noclegowe oraz jadalnia z dwoma stołami. Pierwszym dzierżawcą był szewc Friedrich Sommer z Cieplic, późniejszy dzierżawca schroniska na Śnieżce. W 1856 obiekt przejął szwagier Sommera Franz Michallik. W 1858 wiejąca w czasie burzy wichura uszkodziła domek i podjęto decyzję o budowie nowego w pobliżu Czarciej Ambony (starego nie rozebrano).
Nowe, parterowe schronisko było kamienne z drewnianym oszalowaniem ścian szczytowych. Oprócz 21 miejsc noclegowych była tam też jadalnia oraz sala do prania bielizny. Budowa kosztowała 1700 talarów i zakończyła się w 1861.

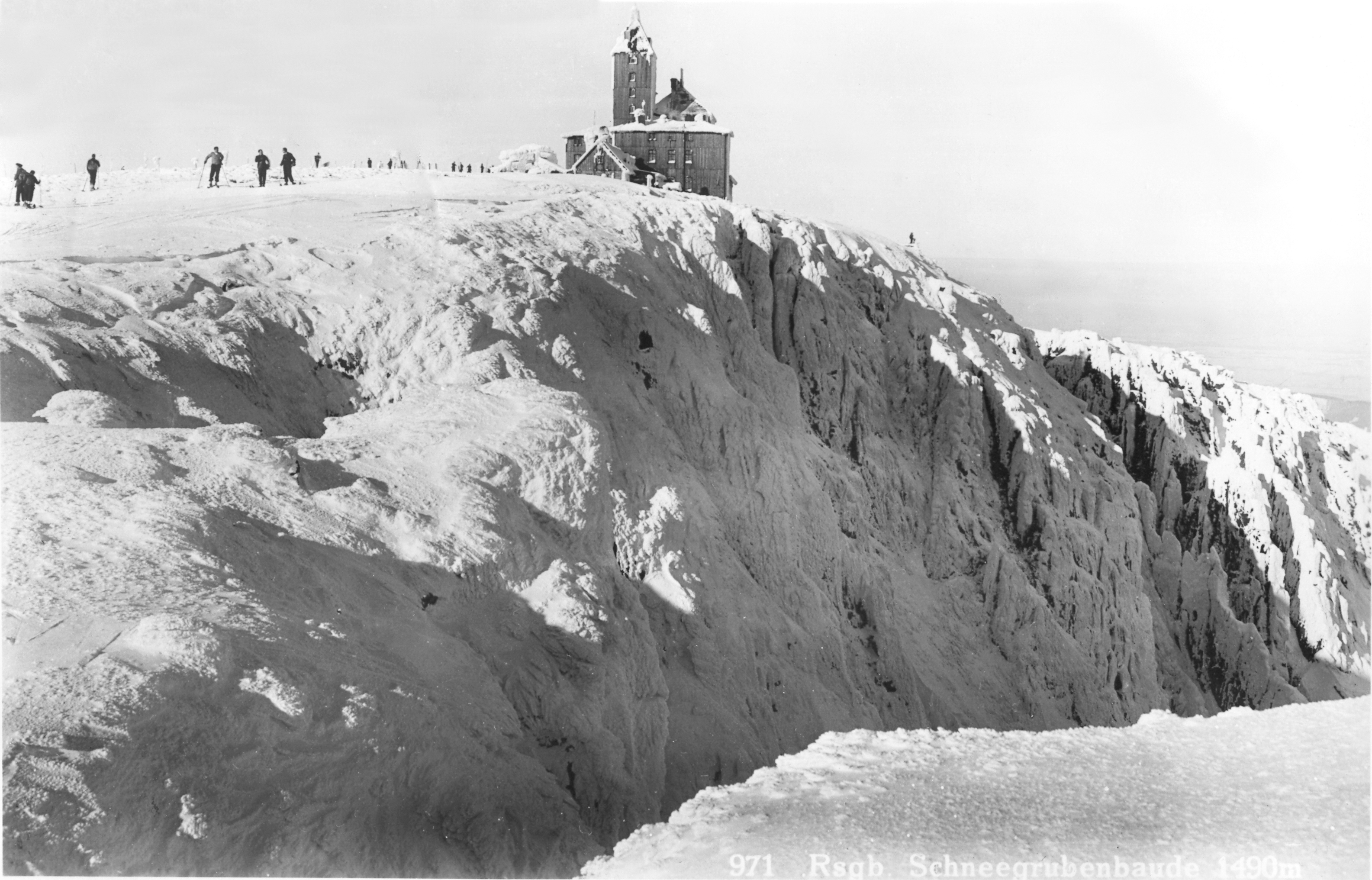
Narciarze przy schronisku w 1938 roku

W 1889 schronisko przejął karczmarz Richard Graulich z Piechowic. Już wkrótce, w 1892, rodzina von Schaffgotsch zdecydowała się wybudować następny, jeszcze większy obiekt obok starego domku z 1837. W latach 1895–1897 (podawane są też daty 1894–1895) powstał potężny hotel górski, jeden z największych w Sudetach, którego wnętrza wykańczał sam Graulich. Nowy budynek wyróżniał się niekonwencjonalną formą, zupełnie niepasującą do rejonu Karkonoszy, a szczególnie wysoką wieżą widokową. Jego architektura była inspirowana bryłą zamku Chojnik. Głównym materiałem konstrukcyjnym były granitowe bloki, układane przez włoskich kamieniarzy, sprawiające dużo problemów z transportem. Sygnalizacja świetlna na wieży pokazywała po zmroku drogę do schroniska oraz informująca o wolnych miejscach. W środku było w sumie 5 sal restauracyjnych i 60 miejsc noclegowych (inne źródła mówią o 44 dwuosobowych pokojach). W 1905 uruchomiono połączenie telefoniczne.
Schronisko wielokrotnie przebudowywano – w 1920, 1928, 1936 i 1942 – m.in. zlikwidowano 4 sale restauracyjne na parterze i utworzono tam pokoje noclegowe. Prace wykonywali architekci i pracownicy budowlani z Zarządu Budowlanego hrabiów von Schaffgotsch z Sobieszowa. W 1916 po rezygnacji Graulicha dzierżawcą był niejaki Teichmann, a od 1929 Alfred Gubisch.
Na początku II wojny światowej przejęło go Luftwaffe na ośrodek wypoczynkowy dla swoich żołnierzy. W 1944 uruchomiono w nim stację radiolokacyjną, której betonowe resztki są widoczne do dziś.

## Po 1945

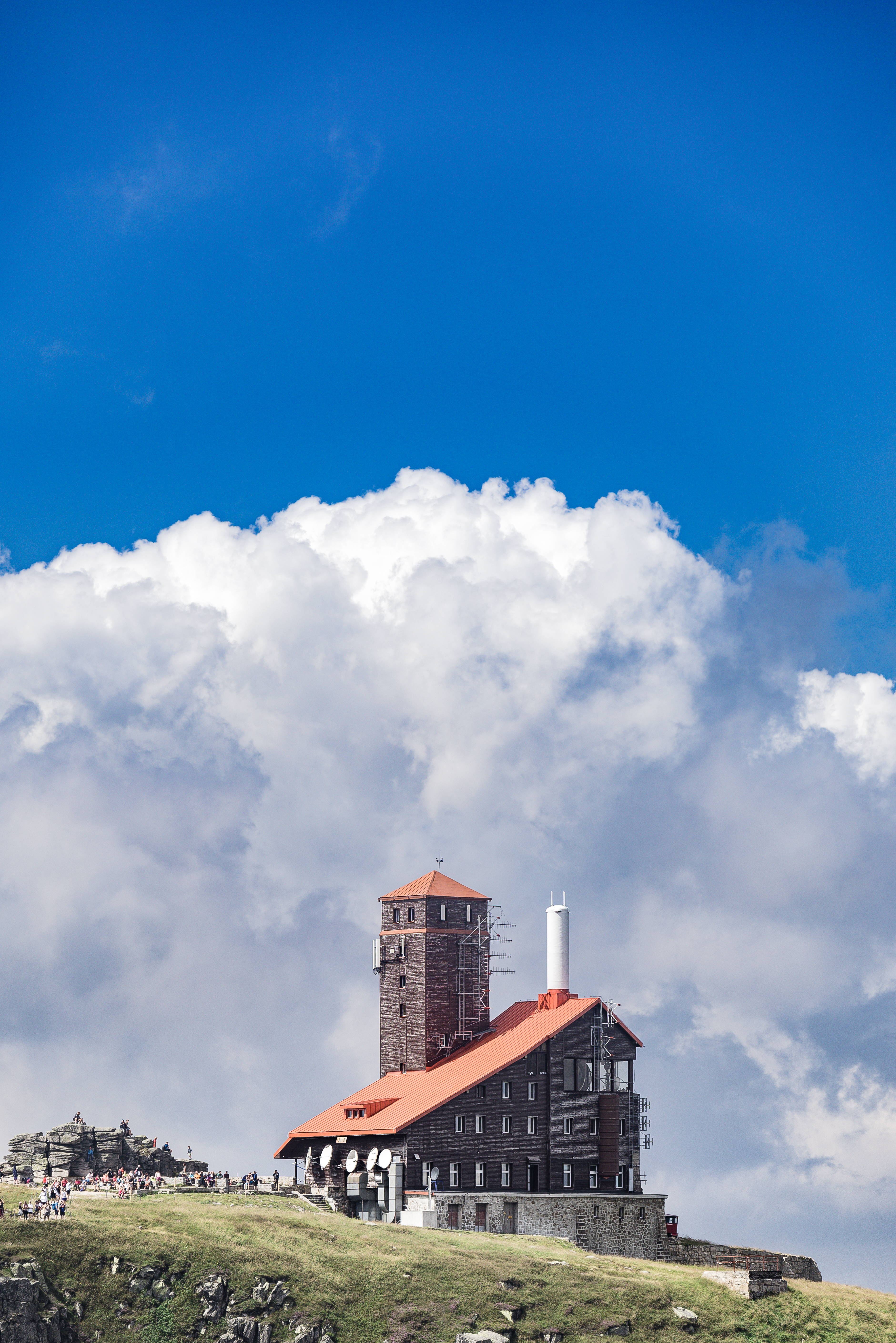
Przekaźnik telewizyjny „Śnieżne Kotły”

Po 1945 rozpoczął się jego kolejny remont już pod szyldem Polskiego Towarzystwa Tatrzańskiego oraz polską nazwą Wawel. W 1951 schronisko zostało przejęte przez PTTK. W 1960 umieszczono w wieży telewizyjną stację przekaźnikową, co było związane ze zbliżającymi się Igrzyskami Olimpijskimi w Rzymie. Wiązało się to jednak z zamknięciem tego obiektu dla turystów, co nastąpiło w maju 1961. Od tego czasu pełni on wspomnianą funkcję stacji przekaźnikowej dla potrzeb telewizji, choć jeszcze w 1962 w wykazie schronisk karkonoskich wymieniany był jako schronisko, ale tylko z bufetem, bez miejsc noclegowych.
Od połowy lat 60. XX wieku obiekt znikał z map turystycznych, stając się „tajnym” (przekazywał również sygnał do Czechosłowacji i Związku Radzieckiego). W stanie wojennym chroniło go wojsko, a droga ze schroniska „Pod Łabskim Szczytem” została zamknięta.
Po kapitalnym remoncie w latach 70. pracuje w nim 3–5 osobowa załoga.
Współcześnie pojawiają się głosy wzywające do ponownego otwarcia tam schroniska, gdyż w wyniku rozwoju technicznego i znacznej miniaturyzacji urządzeń, nie ma potrzeby zajmowania całego obiektu dla działalności nadawczej. Mimo iż budynek jest niedostępny dla turystów, w skrajnych warunkach pogodowych mogą oni uzyskać w nim pomoc – pracownicy wielokrotnie pomagali ratować ludzkie zdrowie i życie.
Obecnie z budynku dawnego schroniska nadawane są programy radiowe i telewizyjne. Oprócz tego obiekt wykorzystują inni operatorzy, m.in. telefonii komórkowej.